# Sharon Buchanan
Sharon Buchanan, född den 12 mars 1963 i Australien, är en australisk landhockeyspelare.
Hon tog OS-guld i damernas landhockeyturnering i samband med de olympiska landhockeytävlingarna 1988 i Seoul.